# Autostrada A6 (România)

Starea autostrăzilor și a drumurilor expres în România (noiembrie 2024)

Autostrada A6 este o autostradă din România, care leagă orașul Lugoj (pornind din centura sa de pe DN6) cu Autostrada A1 în zona localității Balinț (județul Timiș). Ea a fost inaugurată pe 19 decembrie 2013.
Continuarea ei dincolo de acest punct este incertă, master-planul general de transport al României preconizând un viitor drum expres care să continue această autostradă spre Filiași, nu înspre Craiova deoarece coincide cu traseul drumului expres Craiova - Targu Jiu. 
Senatul a aprobat tacit execuția Autostrăzii Sudului A6 Lugoj – Caransebeș – Drobeta-Turnu Severin – Calafat - Craiova – Roșiori de Vede – Alexandria – București în termen de 4 ani de la data intrării în vigoare a legii (1 ianuarie 2021). A6 va fi finanțată de la bugetul de stat, prin bugetul Ministerului Transporturilor.

## Repartizarea autostrăzii în loturi
| Lungime                          | Distanță | Situație                               |
| -------------------------------- | -------- | -------------------------------------- |
| Lugoj - Balinț ( A1 )            | 11.4 km  | Deschis traficului                     |
| Caransebeș - Lugoj               | 50 km    | Studiul de fezabilitate în desfășurare |
| Domașnea - Caransebeș            | 45 km    | Studiul de fezabilitate în desfășurare |
| Drobeta Turnu Severin - Domașnea | 65 km    | Studiul de fezabilitate în desfășurare |
| Filiași - Drobeta Turnu Severin  | 70 km    | Studiul de fezabilitate în desfășurare |

Istoricul contractelor semnate pentru studiul de fezabilitate:
- Lotul 1 (Filiași - Drobeta Turnu Severin): 10 iunie 2023
- Lotul 2 (Drobeta Turnu Severin - Domanșea): 4 iulie 2023
- Lotul 3 (Domanșea - Caransebeș): 13 septembrie 2023
- Lotul 4 (Caransebeș - Lugoj): 5 decembrie 2024